# Psiloptera bicarinata
Psiloptera bicarinata es una especie de escarabajo barrenador metálico del género Psiloptera, categorizada en la tribu Dicercini, de la subfamilia Chrysochroinae. Fue descrita científicamente por Carl Peter Thunberg en 1789.

## Descipción
Mide 35 milímetros de longitud.

## Distribución
Se distribuye por América: Brasil, Perú, México, Bolivia y Guayana Francesa.